# Parafia św. Józefa Robotnika w Tarnowskich Górach
Parafia Świętego Józefa Robotnika w Tarnowskich Górach – należy do diecezji gliwickiej (dekanat Tarnowskie Góry).

## Ulice należące do parafii
- Beskidzka, Cebuli, Drozdów, Fińska, Gruzełki, Hipoteczna, Krótka, Łanowa, Macieja, Młodzieżowa, Norweska, Odrzańska, Olimpijczyków, Ondraszka, Orla, Pawia, Pomorska, Poranna, Przepiórek, Radosna, Roździeńskiego, Ruciana, Sawina, Skrzypczyka, Słowików, Strzelców Bytomskich, Szafirowa, Szczygłów, Szkolna, Szpaków, Śliska, Wenecka, Wesoła, Kard. Wyszyńskiego 16-60 i 7-109, Zachodnia, Zagrodowa